# First Parish Church (Plymouth)

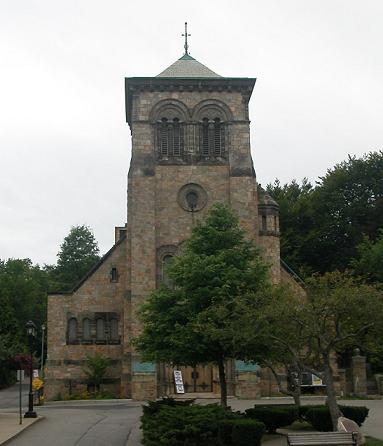
Die First Parish Church am Town Square in Plymouth

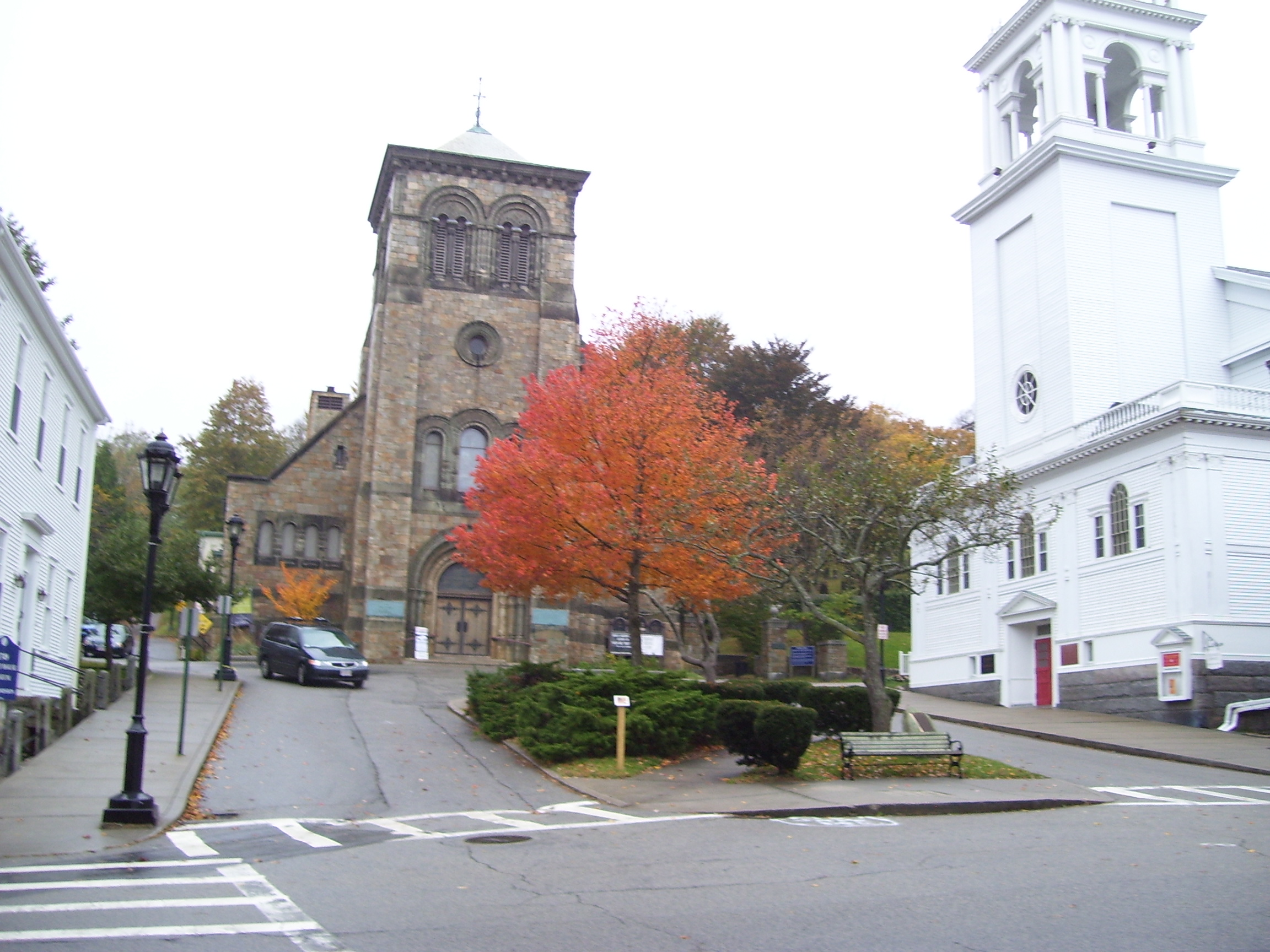
Die heute unitarische First Parish Church (mittig) neben der kongregationalistischen Church of the Pilgrimage (vom Betrachter rechts)

Die First Parish Church ist ein 1899 in Plymouth im US-amerikanischen Bundesstaat Massachusetts fertiggestelltes Kirchengebäude. Die Kirche befindet sich unmittelbar im Plymouther Stadtzentrum am Town Square am Fuße des Burial Hill. Die Kirche und ihre Vorgängerbauten gehen auf die erste von den Pilgervätern gegründete puritanische (kongregationlistische) Gemeinde in Neuengland zurück. Später wandte sich die Gemeinde dem Unitarismus zu.

## Geschichte
Die Gemeinde der First Parish Church geht auf die frühen aus England stammenden puritanischen (calvinistischen) Einwanderer zurück, die 1620 auf der Mayflower nach Nordamerika gekommen waren. Mit Gründung der Stadt Plymouth wurde auch eine kongregationlistische Gemeinde ins Leben gerufen, die Teil der neuen kongregationalistischen Staatskirche von Massachusetts wurde. Im Jahr 1801 wandte sich jedoch die Mehrheit der Gemeinde dem antitrinitarischen Unitarismus zu, der im 19. Jahrhundert große Verbreitung in den Neuengland-Staaten gefunden hatte. Die Gemeindeglieder, die dem Wechsel zum Unitarismus nicht folgen wollten, bauten 1840 die benachbarte Church of the Pilgrimage. Die Gemeinde der First Parish Church wurde Mitglied der 1825 gegründeten American Unitarian Association und ist heute in ihrer Nachfolge Teil der Unitarian Universalist Association. Die benachbarte kongregationalistische Gemeinde ist heute Mitglied der unierten United Church of Christ.
Die Gottesdienste wurden in den ersten Jahren noch auf einer Festung auf dem Burial Hill abgehalten. Im Jahr 1648 wurde schließlich ein erstes Kirchengebäude gebaut. Nachfolgebauten folgten 1744 und 1831. Nach einem schweren Brand 1892 wurde 1899 an gleicher Stelle das jetzige Gebäude in einem neo-romanischen Stil fertiggestellt. Hervorzuheben sind die Buntglasfenster, die die Geschichte der Pilgerväter wiedergeben. Die Kirche ist zudem ein anschauliches Beispiel für ein Hammerbalken-Gewölbe. Das Gebäude wurde 2014 in das National Register of Historic Places aufgenommen.